# イタリアカサマツ

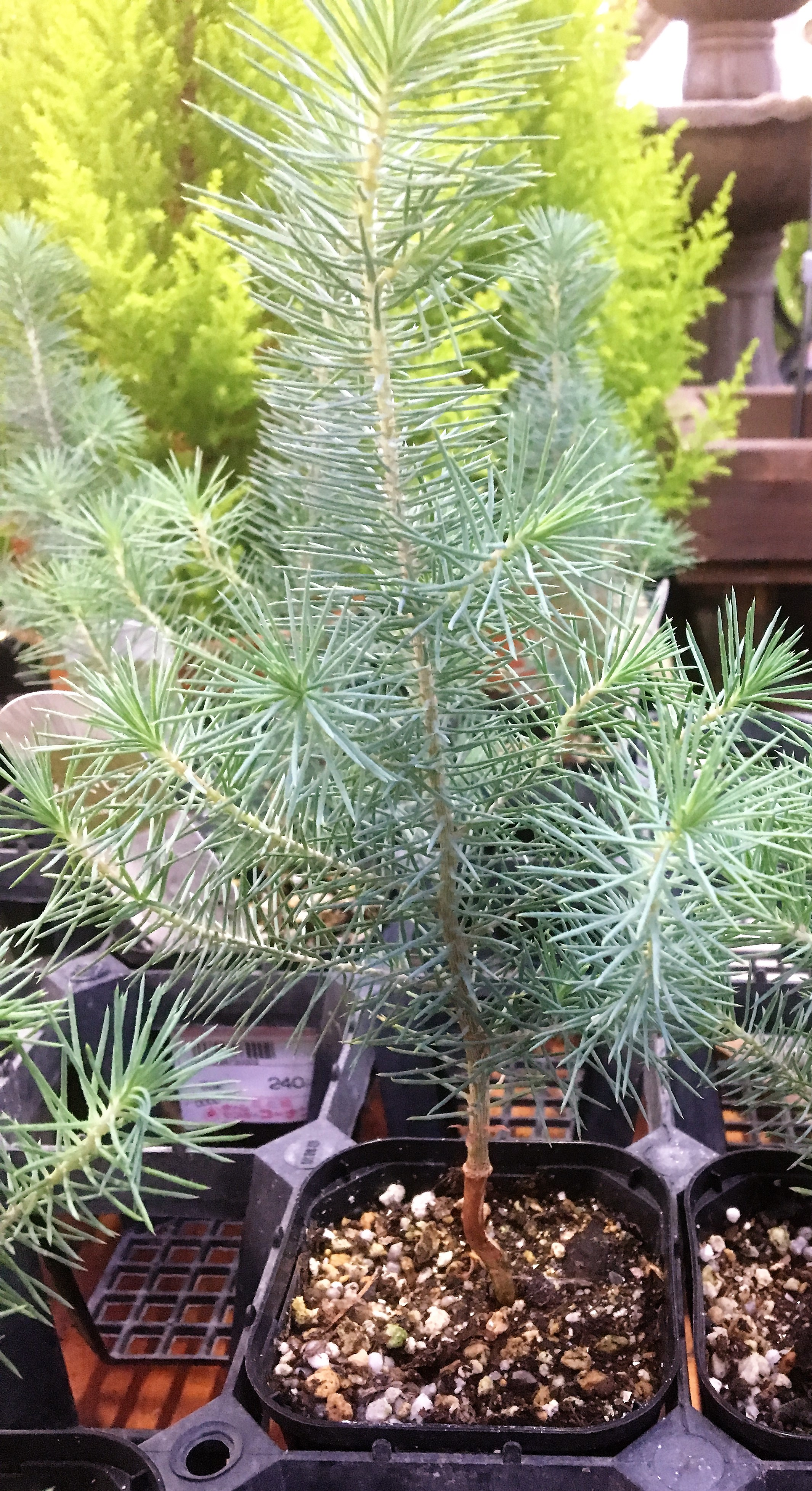
イタリアカサマツの苗

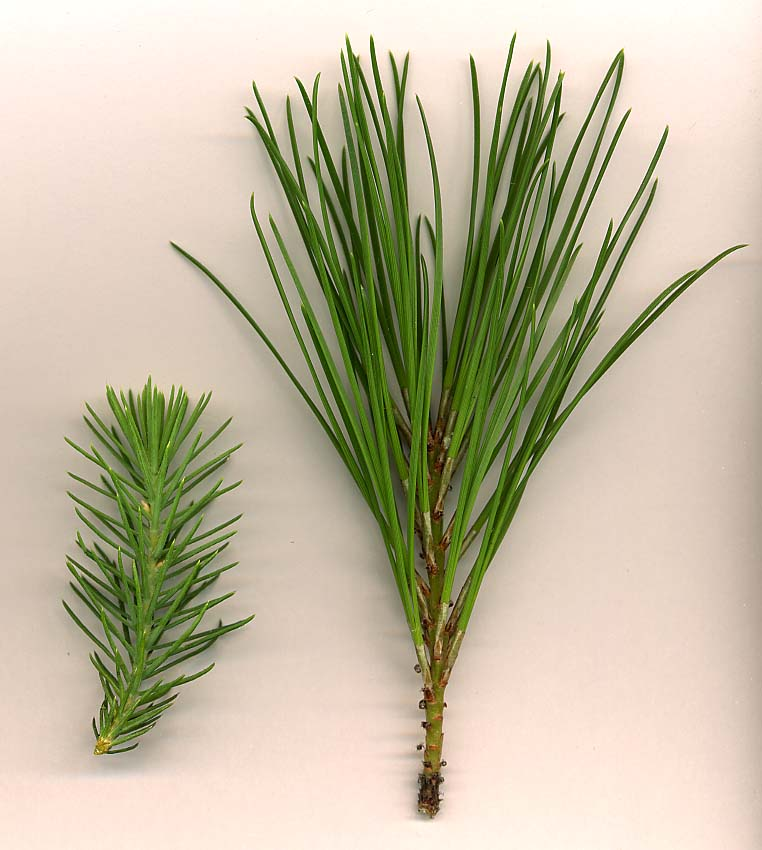
幼木の葉（左）、成木の葉(右）

イタリアカサマツ （学名:Pinus pinea）、英名としてEuropean nut pine, Italian stone pine, umbrella pine, parasol pineは、マツ科マツ属のPineae 亜節の常緑高木。成木になると傘状の外観になるのが特徴。実は食用となる。

## 概要
原産は地中海沿岸で、ヨーロッパ南部 、イスラエル 、レバノンとシリアなどにも自生する。北アフリカやカナリア諸島や南アフリカおよびニューサウスウェールズ州にも移入されている。中でも北アフリカへの移入は、数千年前とされる。松の実が食用となるので、紀元前より栽培されていたが、園芸目的で公園や庭園にも植えられるようになった。王立園芸協会のガーデン・メリット賞を受賞している。ホームセンターで、全長15cmほどの苗木が園芸用に販売されているが、本来は非常に大きく育つ樹種である。老木になると途中の枝が失われ、先端の枝のみが茂り傘状となる。umbrella pine, parasol pineの別名はその成長した老木の外観に因る。なおコウヤマキの英名が「Japanese Umbrella-pine」であるが、本種とは無関係である。

## 分布
イタリアカサマツは有史以前より北アフリカの湿潤な地域に分布していた。現代のモロッコ、アルジェリア、チュニジア、リビアに相当する地域が該当する。スペインとポルトガルには広く分布し、フランス南部の地中海沿岸およびイタリア南部、クロアチアとアドリア海に面したギリシャ南部沿岸部やトルコの西部にも見られる。シリア、レバノン、イスラエル北部では、南アナトリア山地に落葉樹との混合林が確認されている。南アフリカの西ケープ州では17世紀後半にフランスからの入植者によって種子が持ち込まれ、植栽された。

## 外観
高さ25mにまで成長することもあるが、多くの個体は12-20m程度の高さである。若木のうちは密に葉が茂るが、成長すると樹の上の部分に平坦な王冠状ないし傘状に枝と葉が茂るようになる。その直径は8m前後にもなる。樹皮は赤色を帯びて厚く、縦方向の深い亀裂が多数入る。葉は柔軟で青緑色をしている。5-10年までは短い葉が生えるが、4年目くらいから全く形状の異なる長い葉が生えるようになり、10年目くらいで完全に葉が置き換わる。球果(実）は卵型で成熟すると大きく広がり8-15cmのサイズとなる。本種の球果が成熟するまでは年月が必要とされ36か月も必要である。1つ1つの実は2cm程度の大きさであり、4-8mmの翼が付いている。この翼は、種子を広い範囲に散布するためには役立っておらず、種子の散布は主に人間を含む動物が担ってる。

## 栽培
少なくとも6000年前には松の実を食用とするために栽培されており、重要な物々交換の品目となっていた。そのため本来の生息地域を超えて、様々な地域で栽培されるようになった。

## 園芸
イタリア式庭園では、本種は景観の要として重要である。またイタリアではローマ街道やアッピア街道で本種が街路樹として植えられており、歴史的なイタリアのシンボルとなっている。鉢植えや盆栽としても利用される。1年目の幼木（高さ20-30cm)は、卓上の実にクリスマスツリーとしても流通する。

## 害虫
1990年代後半に、アメリカ西海岸からイタリアに輸入された木材にまぎれてマツヘリカメムシが侵入し、瞬く間にヨーロッパ全土に被害が拡大した。マツヘリカメムシによって球果の発育が阻害され、形成不全が起こる。これによってイタリア国内の多くのイタリアカサマツが枯れ、原生林が失われた地区もある。

## 備考
- イタリアの小プリニウスは、ヴェスヴィオ火山の噴煙がこの木の外観に似ていることより、噴煙の形状の比喩にこの木を用いた。

## ギャラリー

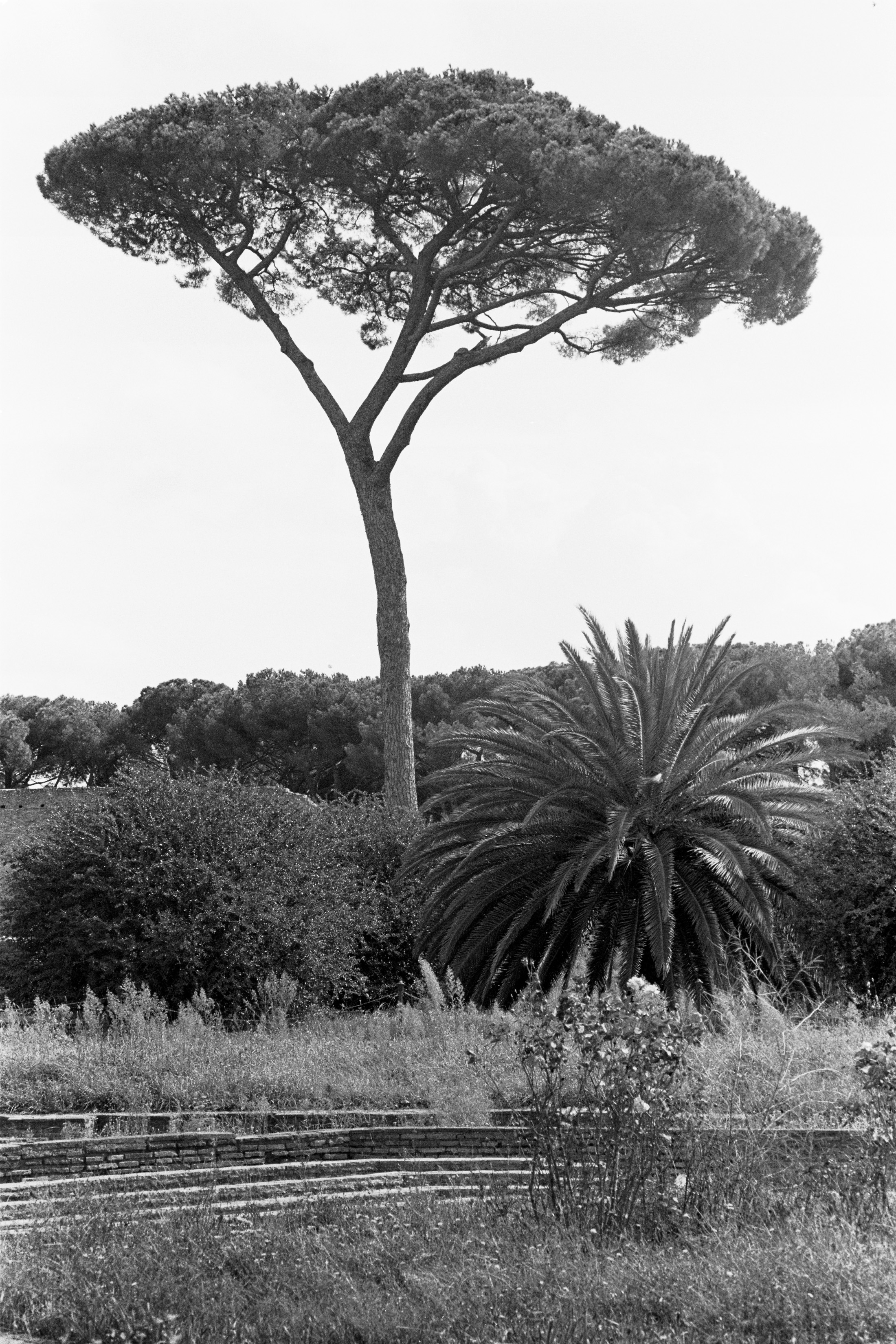
高く成長した老木
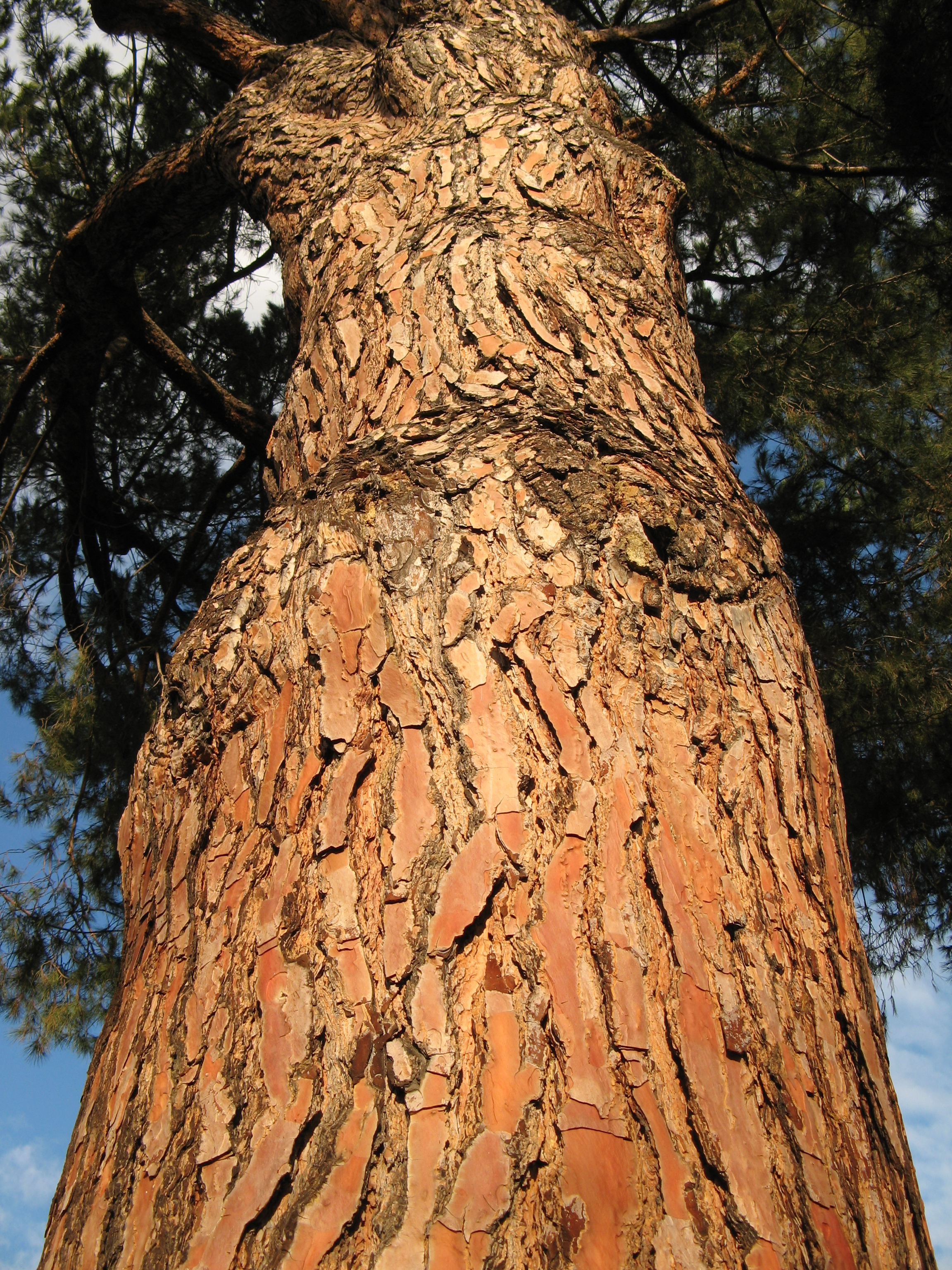
成木の幹と樹皮
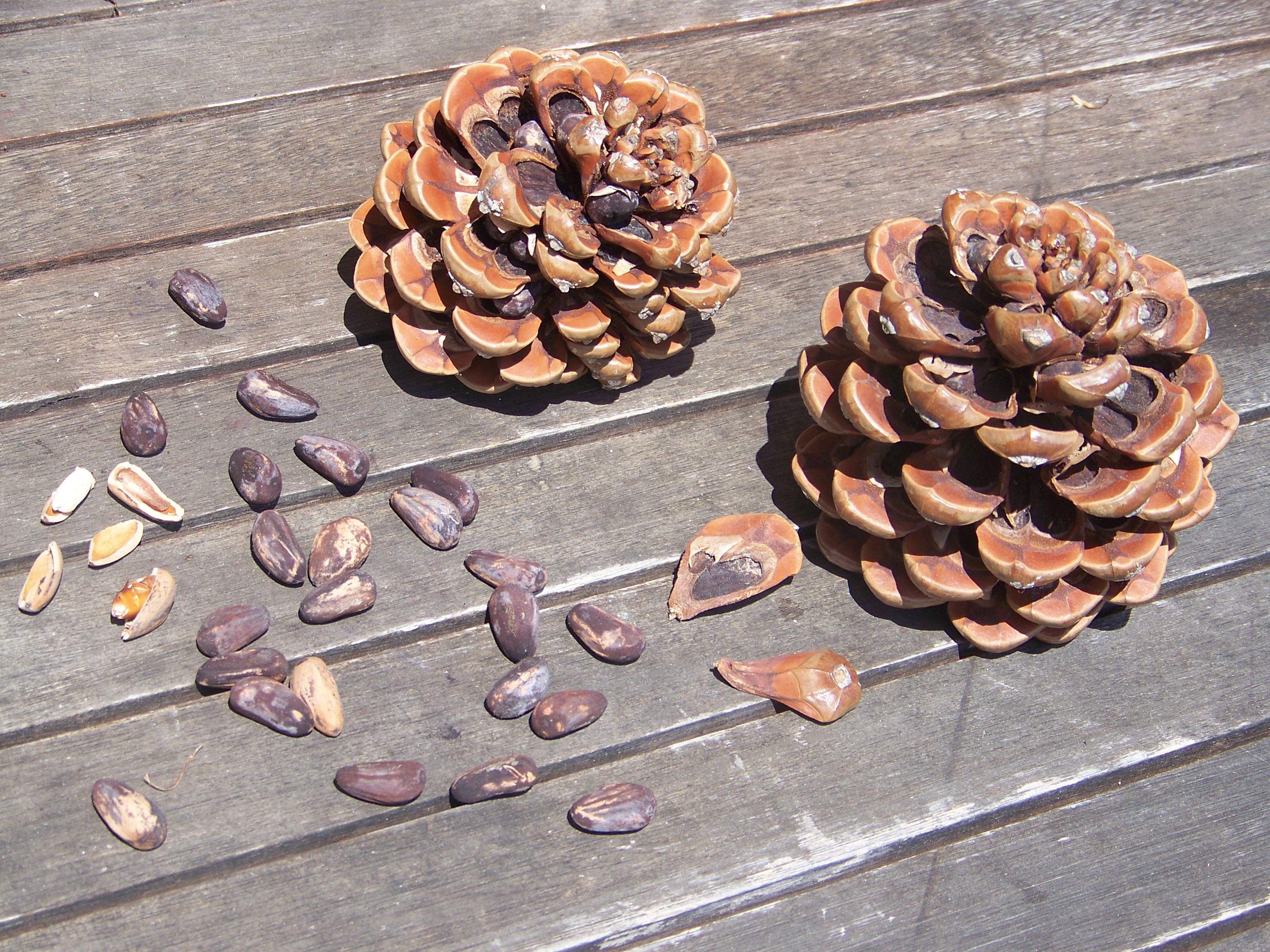
球果と種子
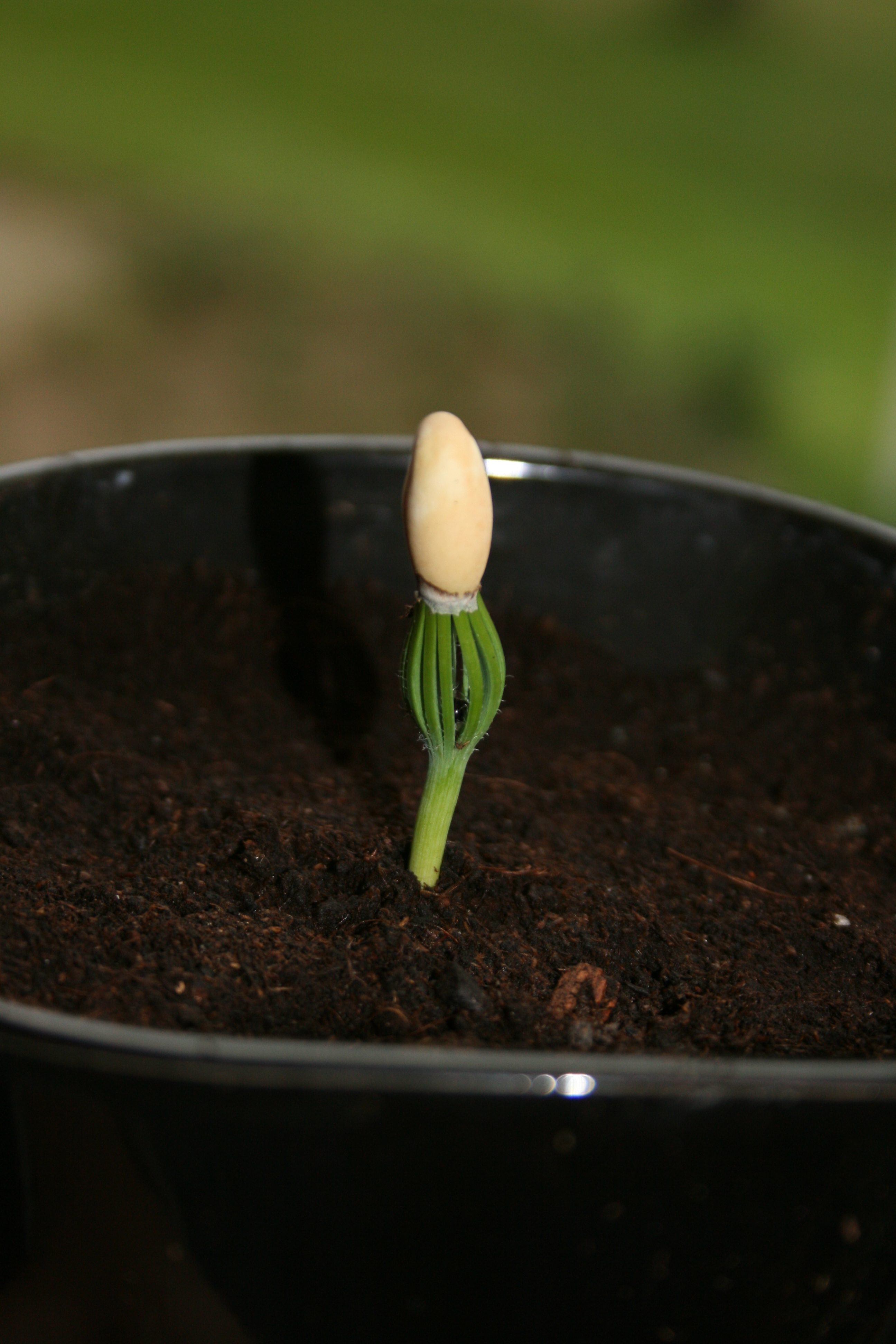
発芽する種子
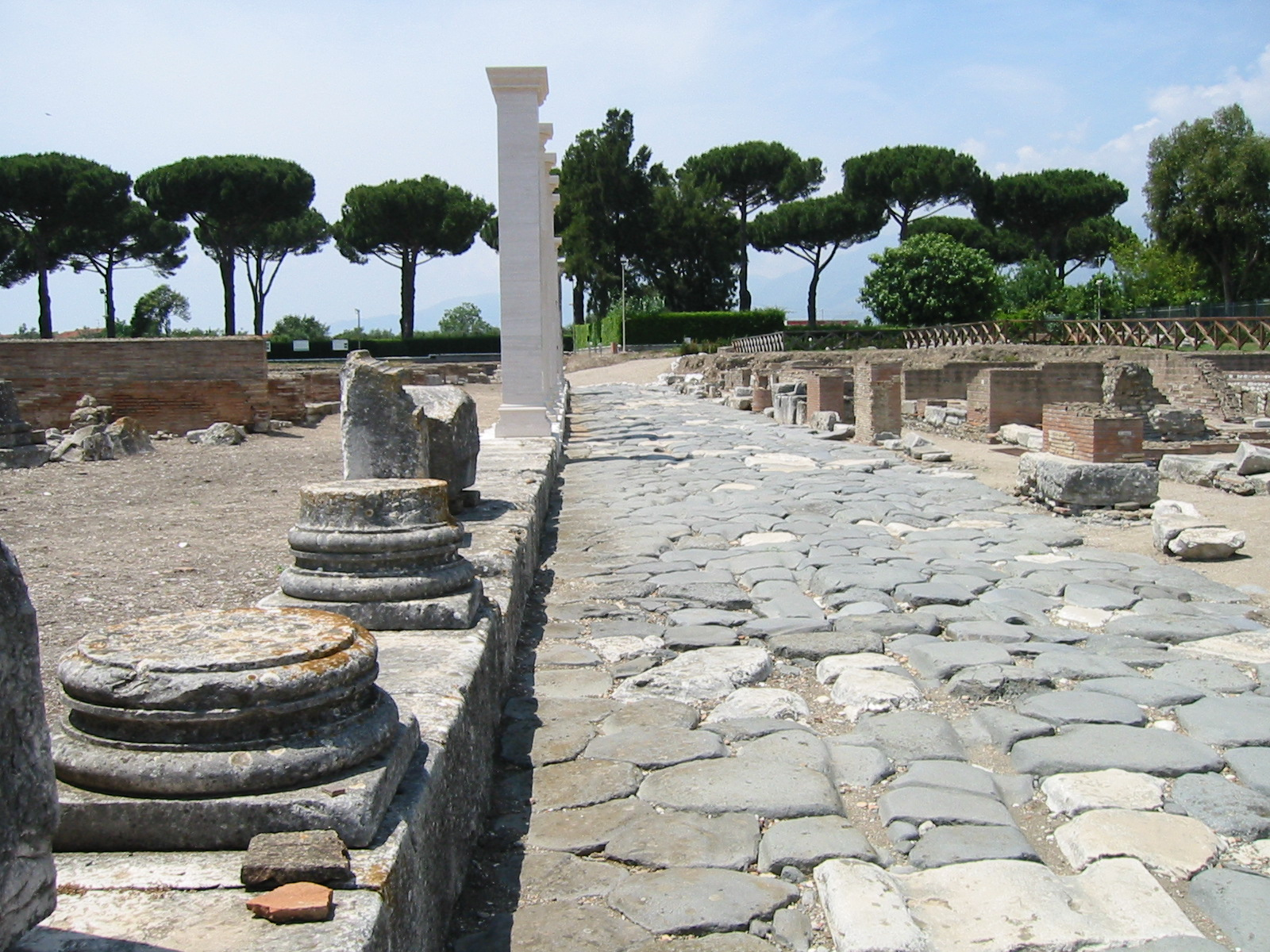
イタリア中部・ミントゥルノのアッピア街道遺跡と松並木